# Hudson Tonga'uiha
Pas d'image ? Cliquez ici

a Compétitions nationales et continentales officielles uniquement.

b Matchs officiels uniquement.
Dernière mise à jour le 28 janvier 2021.
Kosilio "Hudson" Tonga'uiha, né le 16 novembre 1983 à Tofoa (Tonga), est un joueur de rugby à XV international tongien évoluant aux postes de centre ou d'arrière. Il mesure 1,80 pour 90 kg.
Il est le frère du pilier international tongien Soane Tonga'uiha.

## Carrière

### En club
Hudson Tonga'uiha commence sa carrière dans le championnat amateur de son pays natal. En 2006, il dispute la Pacific Rugby Cup avec l'équipe des Tau'uta Reds (en).
En 2007, après avoir disputé la Coupe du monde avec sa sélection, il rejoint le club français du RCA Cergy-Pontoise évoluant en Fédérale 1. Il joue une saison avec cette équipe, et dispute dix rencontres.
La saison suivante, il rejoint l'équipe anglaise des Doncaster Knights, qui dispute le Championship (deuxième division),.
Après deux saisons à Doncaster, il rejoint en 2010 les London Welsh, également en Championship. En mai 2012, il participe à la promotion de son club en Premiership, après avoir triomphé des Cornish Pirates lors de finale aller-retour d'accession. Tonga'uiha inscrit un essai dans chacune des deux rencontres. La saison suivante, il est titulaire au centre lors de la première moitié de saison, avant de se blesser gravement à l'épaule en décembre 2012,. Malgré sa blessure, il voit son contrat être prolongé pour une saison supplémentaire. Il fait son retour à la compétition plus d'une année plus tard, alors les London Welsh sont retournés en seconde division. Il joue alors trois rencontres avant la fin de la saison, qui voit le club être à nouveau promu en Premiership. Cependant, Tonga'uiha n'est pas conservé, et quitte le club en juin 2014.

### En équipe nationale
Hudson Tonga'uiha connait sa première sélection le 25 juin 2005 lors d'un match contre l'équipe des Fidji à Suva.
En 2006, il connait une parenthèse en rugby à XIII, et participe à la Pacific Cup 2006 (en) avec la sélection tongienne.
En 2007, il fait son retour à XV, et est sélectionné dans le groupe tongien retenu pour disputer la Coupe du monde 2007 en France. Lors de la compétition, Tonga'uiha dispute une seule rencontre, contre l'Angleterre.
Quatre ans plus tard, il est retenu dans le groupe initial de cinquante joueurs pour préparer la Coupe du monde 2011 en Nouvelle-Zélande, mais n'est finalement pas sélectionné dans le groupe final.

## Palmarès

### En équipe nationale
- 24 sélections avec les Tonga.
- 6 essai (30 points).
- Sélections par année : 3 en 2005, 6 en 2006, 7 en 2007, 3 en 2008, 3 en 2009, 2 en 2011

- Participation à la Coupe du monde en 2007 : 1 sélection (Angleterre)